# Torneo di Sanremo 1911
Il torneo di Sanremo 1911 è stato il primo torneo internazionale di scacchi disputato in Italia. Fu organizzato nell'ambito del cinquantenario dell'Unità d'Italia da Theodor von Scheve e si svolse nei locali del Casinò di Sanremo in febbraio del 1911.
Vi parteciparono undici giocatori di otto diversi paesi e fu vinto dal maestro svizzero Hans Fahrni con 7,5 punti su 10 partite (imbattuto). Fahrni ricevette in premio 2500 franchi, Lowcki 1500 franchi, Forgacs 1000 franchi. Vennero assegnati anche quattro "premi di bellezza": Fahrni vinse 100 franchi per la vittoria contro von Scheve, Réti 50 franchi per la vittoria contro Gunsberg, Przepiorka e Gunsberg 50 franchi ciascuno per la patta tra di loro. A tutti i partecipanti vennero rimborsate le spese.
Ci fu anche un torneo femminile con nove partecipanti, vinto dall'inglese Miss Kate Belinda Finn davanti alle connazionali Miss Selma Cotton e Mrs. Rentoul. Unica italiana la contessa Fossati, che L'Italia Scacchistica definì "la coraggiosa rappresentante italiana".

## Classifica
| #     | Giocatore                  | Paese            | Punti |
| ----- | -------------------------- | ---------------- | ----- |
| 1     | Hans Fahrni                | Svizzera         | 7½    |
| 2     | Moishe Lowcki              | Ucraina          | 7     |
| 3     | Leó Forgács                | Austria-Ungheria | 6½    |
| 4-5   | Boris Kostić               | Serbia           | 6     |
| 4-5   | Dawid Przepiórka           | Polonia          | 6     |
| 6-7   | Isidor Gunsberg            | Inghilterra      | 5½    |
| 6-7   | Richard Réti               | Austria-Ungheria | 5½    |
| 8-9   | Stefano Rosselli del Turco | Italia           | 5     |
| 8-9   | Theodor von Scheve         | Germania         | 5     |
| 10-11 | E. De Biase[4]             | Italia           | ½     |
| 10-11 | Henry Pinkerton[5]         | Inghilterra      | ½     |
Alcune partite notevoli:
- Rosselli del Turco – Kostić (1-0):  partita Ponziani
- Réti – Rosselli del Turco (0-1):  partita spagnola variante chiusa
- Przepiorka – Réti (0-1):  partita spagnola var. di Berlino
- Lowcki – Przepiorka (0-1):  gambetto di donna rifiutato
- Gunsberg – Przepiorka (1/2):  gambetto di donna rifiutato
- Pzepiorka – Fahrni (0-1):  sistema Colle